# Kompleks dvora i kapele sv. Marije u Strmcu Pribićkom
Kompleks dvora i kapele sv. Marije je sakralno-profani objekt u naselju Strmac Pribićki koje je u sastavu općine Krašić, zaštićeno kulturno dobro.

## Opis dobra
Kasnobarokna crkva s kraja 18. stoljeća je jednobrodna građevina pravokutnog tlocrta s užim poligonalnim svetištem, zvonikom u središnjoj osi glavnog pročelja te pravokutnom sakristijom. Svođena je bačvasto sa susvodnicama, a apsida polukupolom. Uz oslik u brodu s kraja 18. stoljeća s motivima izvedenim unutar medaljona okvira tipičnih za rokoko, u crkvi je sačuvan glavni oltar kasnobaroknih karakteristika nastao u isto vrijeme.

## Zaštita
Pod oznakom Z-2067 zavedena je kao nepokretno kulturno dobro - pojedinačno, pravna statusa zaštićena kulturnog dobra, klasificirano kao "sakralna graditeljska baština".